# Алое
Ало́е (Aloe) — рід сукулентних рослин підродини асфоделевих (Asphodelaceae), що походить із сухих районів Африки. Представники — багаторічні трав'янисті рослини з довгими гладкими м'ясистими листками, вкритими по краю шипами. Квітки червоні або жовті, зібрані у верхівкову китицю.

## Етимологія
Назва роду походить з арабської мови, в перекладі з якої воно означає «гіркий».

## Види

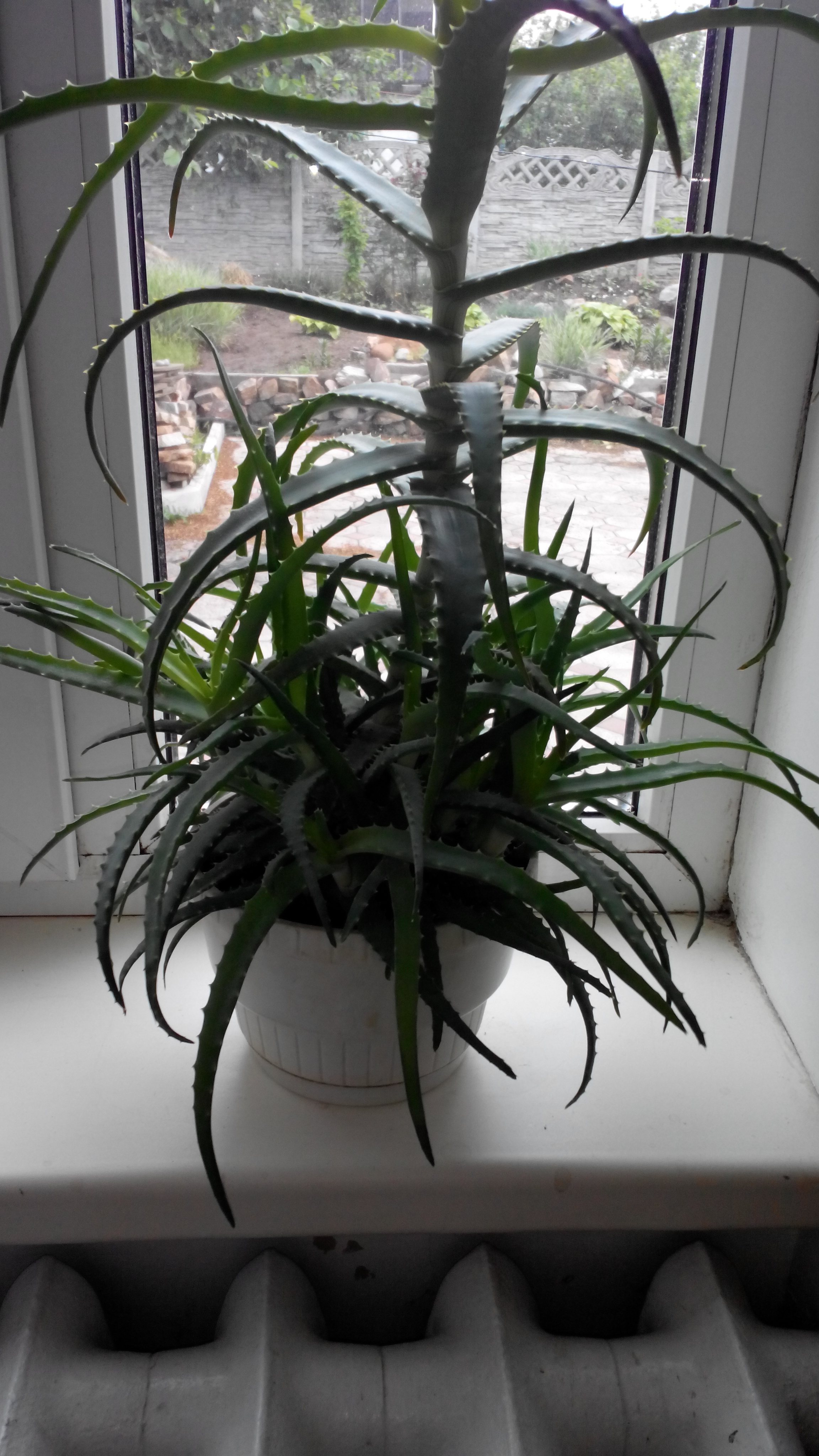
Кімнатна алое

Це один з найбільших родів родини. Відомо понад 500 видів алое. Найвідоміші серед них — алое деревоподібне, відоме у побуті як «столітник», та алое вера, що входить до складу багатьох лікарських та косметичних засобів. Зовнішній вигляд алое дуже різноманітний: серед них є і розеткові, і деревоподібні форми, і навіть ліани (Aloe ciliaris); зустрічаються як гігантські, так і мініатюрні рослини.

## Поширення

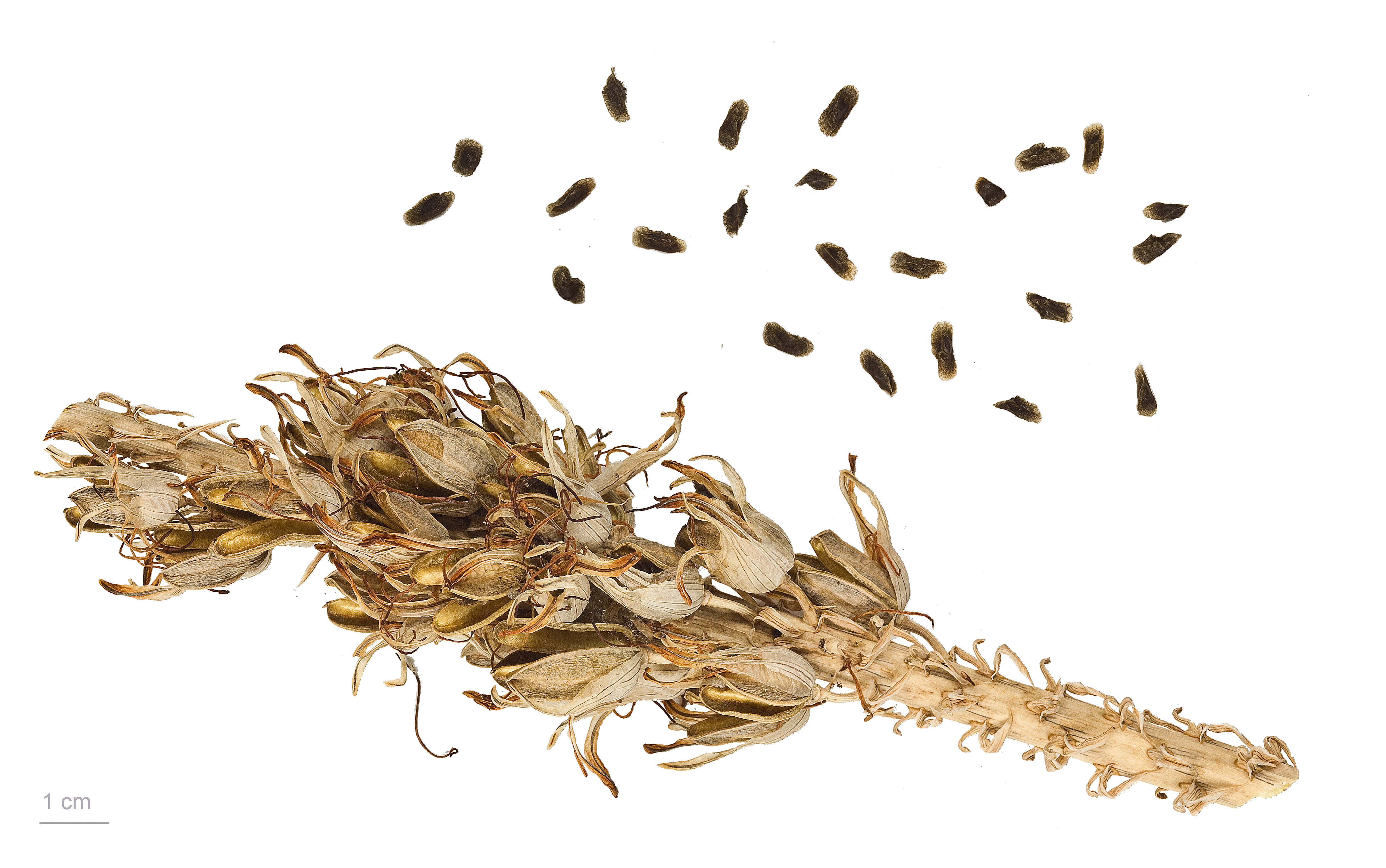
Aloe vera — Тулузький музей.

Історична «батьківщина» алое — посушливі області Африки, Мадагаскару, острови Сокотри, Макаронезії та південь Аравійського півострова. Але завдяки декоративним та цілющими властивостями, а також порівняно легкому і швидкому розмноженню багато видів алое були натуралізовані в країни Середземномор'я, Індії, на острів Цейлон, в Мексику, на Кубу. Одним із стародавніх лікарських рослин є алое справжнє, або Барбадоське (A. vera = A. barbadensis). Воно було завезено іспанцями до Європи, звідки поширилося на острів Барбадос і в багато країн Південно-Східної Азії. Деякі види культивували на Закавказзі як лікарські рослини.

## Охоронний статус
22 види алое входять до списку Конвенції про міжнародну торгівлю видами дикої фауни і флори, що перебувають під загрозою зникнення (CITES):
| - Aloe albida (Алое білувате) - Aloe albiflora (Алое білоквіткове) - Aloe alfredii (Алое Альфреда) - Aloe bakeri (Алое Бакера) - Aloe bellatula (Алое привабливе) - Aloe calcairophila (Алое вапняколюбне) - Aloe compressa (Алое стиснуте) - Aloe delphinensis (Алое дельфійське) | - Aloe descoingsii (Алое Десонсі) - Aloe fragilis (Алое крихке) - Aloe haworthioides (Алое хавортцеподібне) - Aloe helenae (Алое Олени) - Aloe laeta (Алое яскраве) - Aloe parallelifolia (Алое паралельнолисте) - Aloe parvula (Алое крихітне) | - Aloe pillansii (Алое Піланзі) - Aloe polyphylla (Алое багатолисте) - Aloe rauhii (Алое Рауха) - Aloe suzannae (Алое Сюзани) - Aloe thorncroftii (Алое Торнкрофта) - Aloe versicolor (Алое різноквіткове) - Aloe vossii (Алое Восі) |

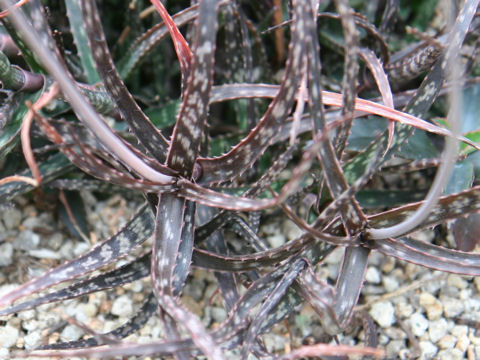
Aloe bakeri (Алое Бакера)
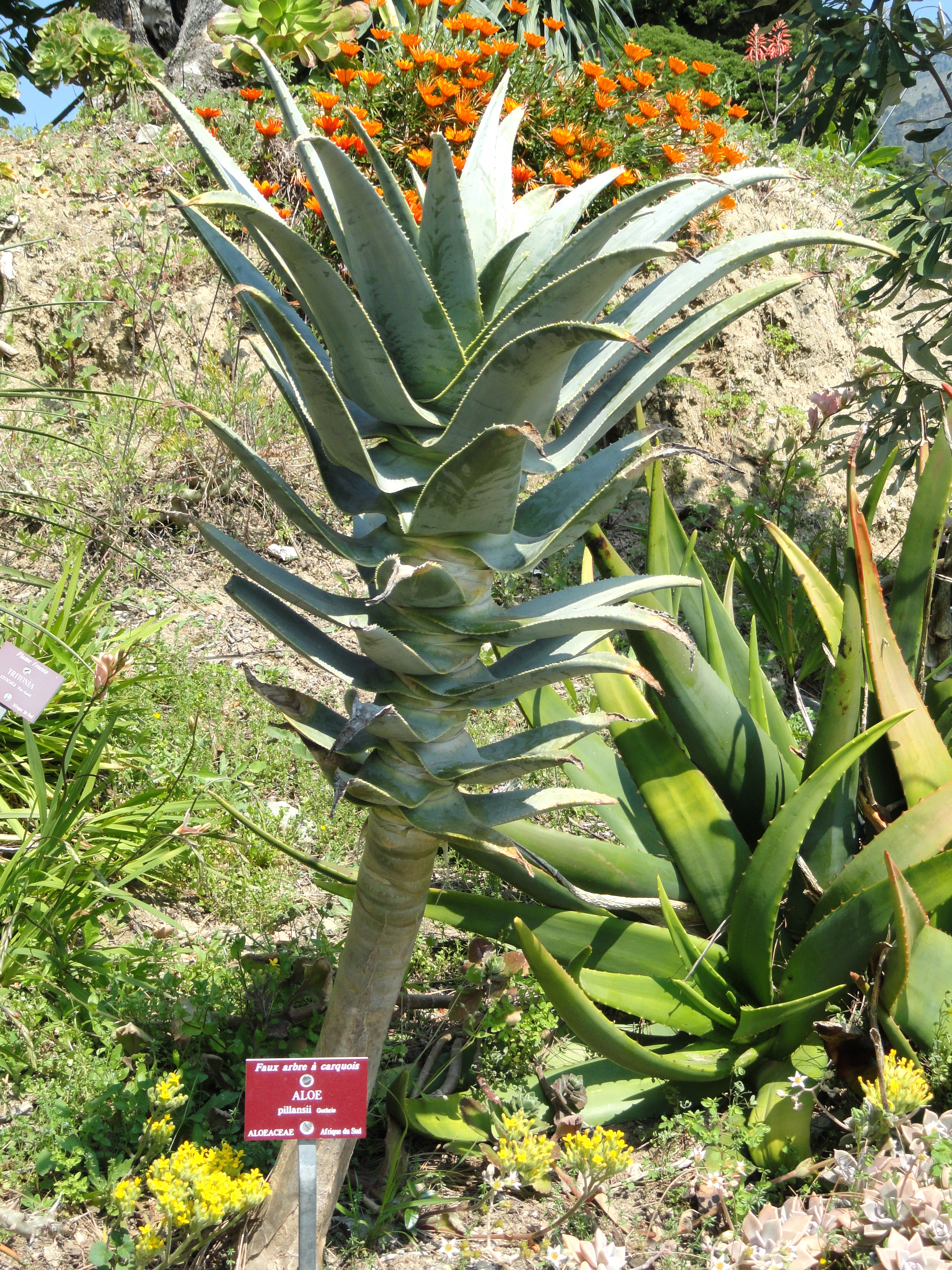
Aloe pillansii (Алое Піланзі)
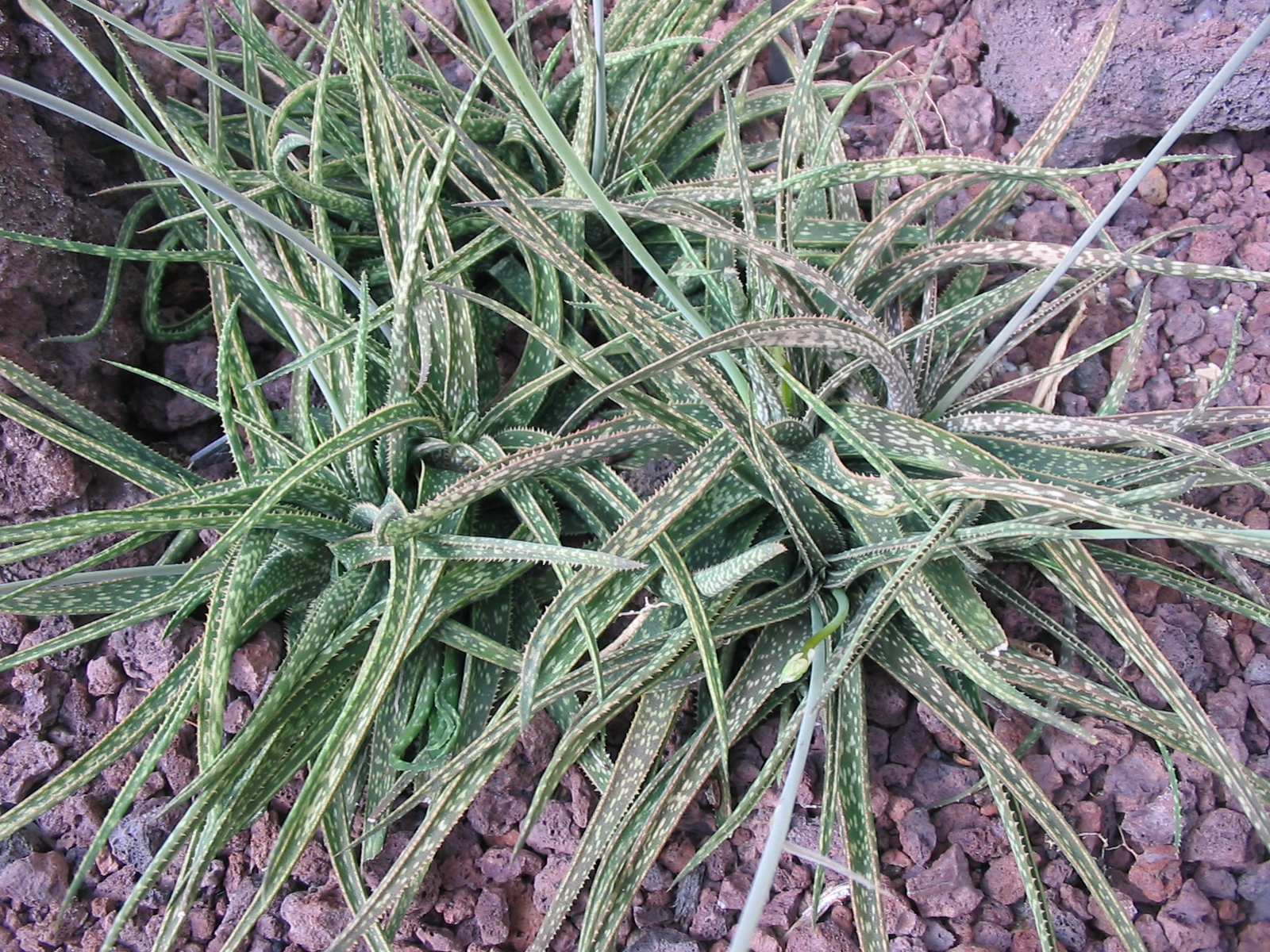
Aloe bellatula (Алое привабливе)
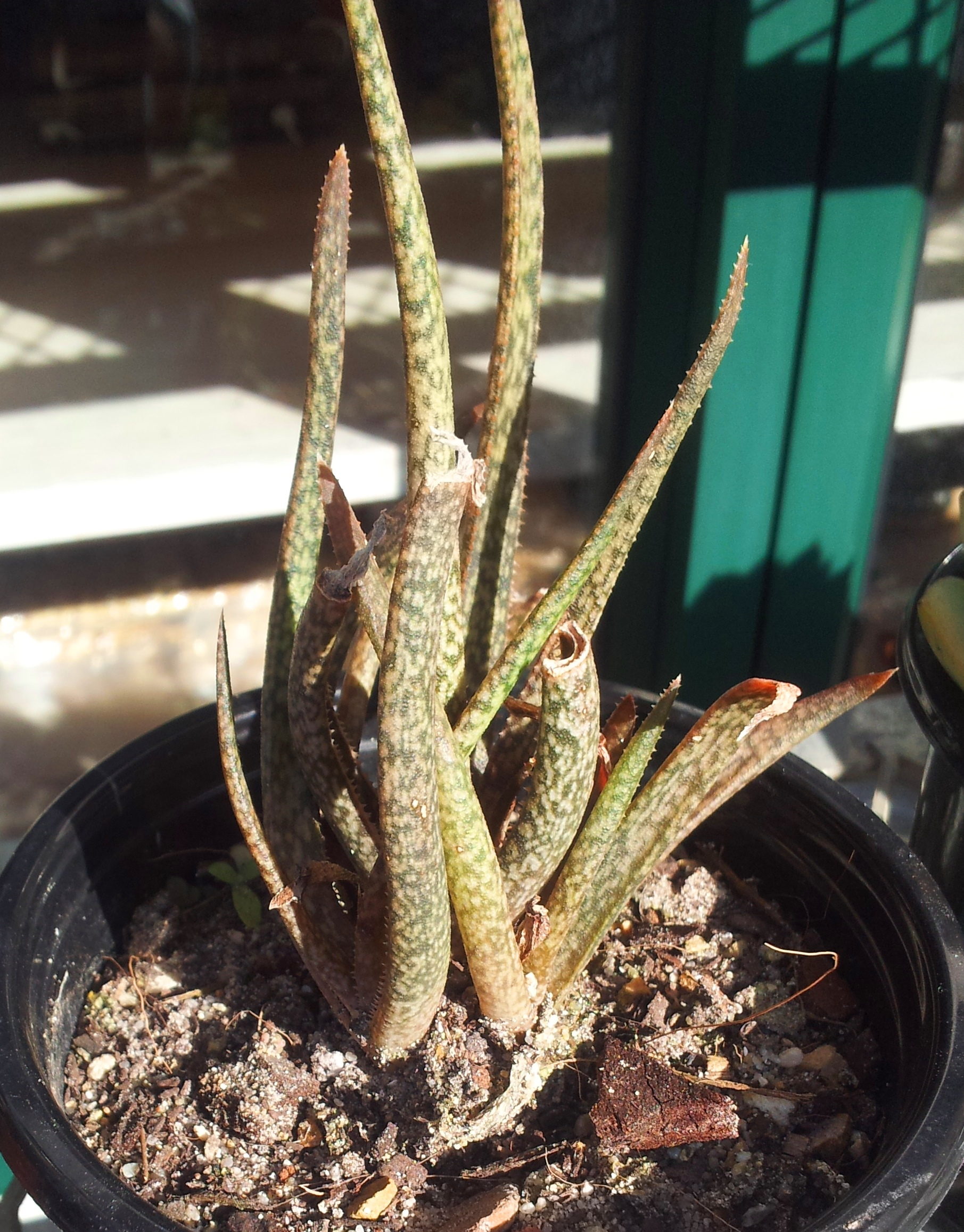
Aloe albiflora (Алое білоквіткове)
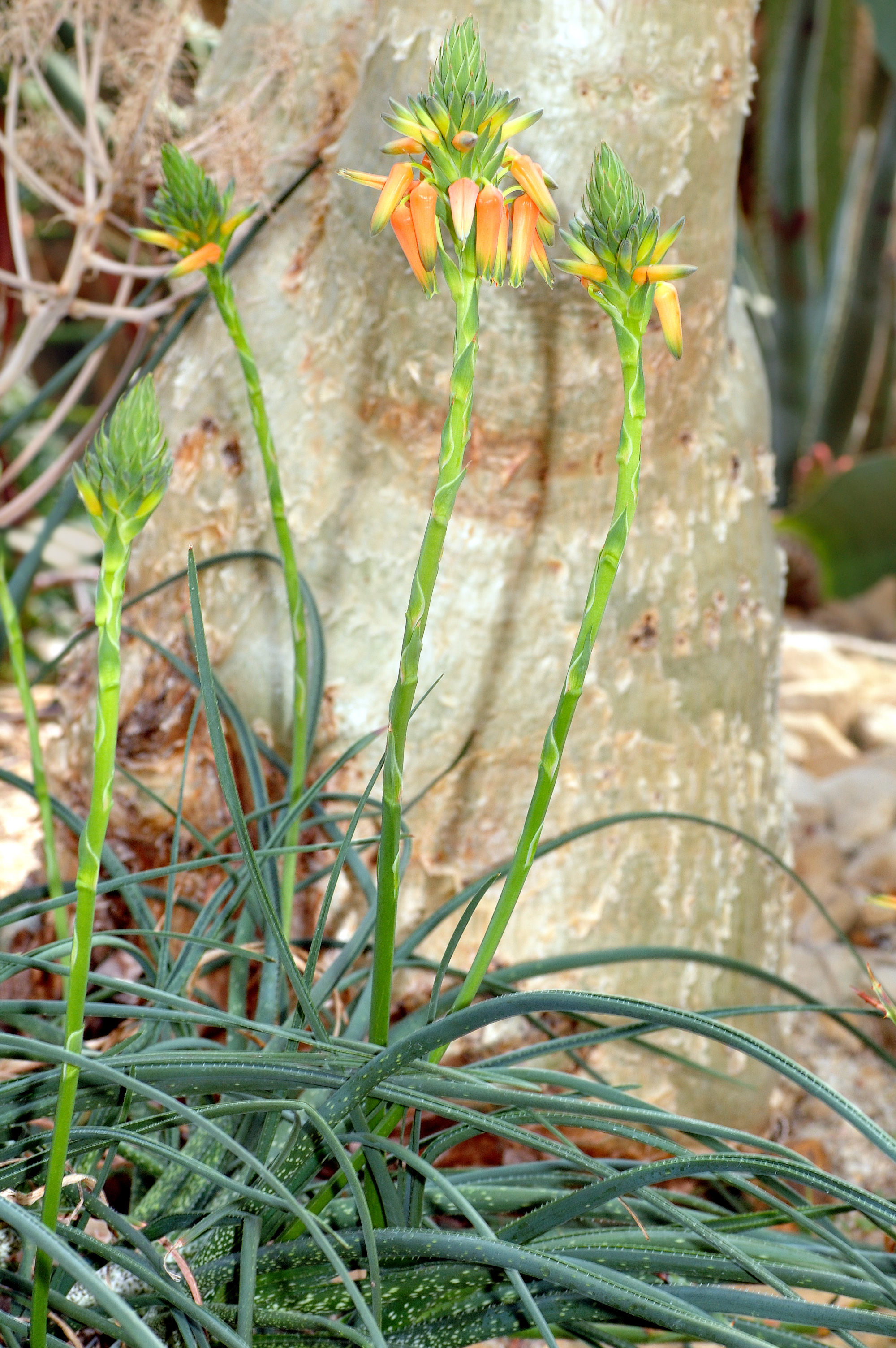
Aloe vossii (Алое Восі)
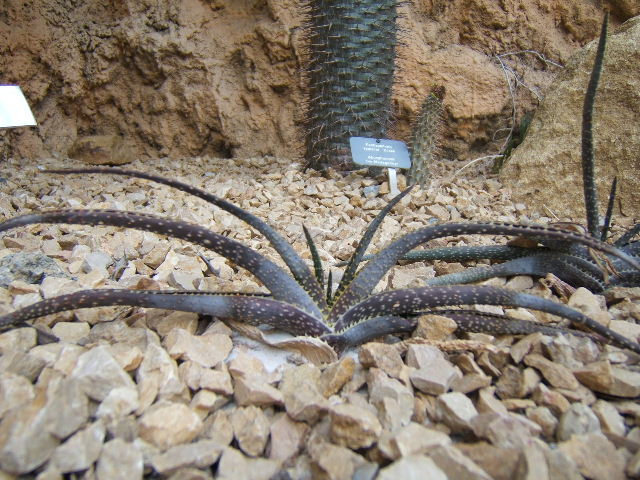
Aloe compressa (Алое стиснуте)
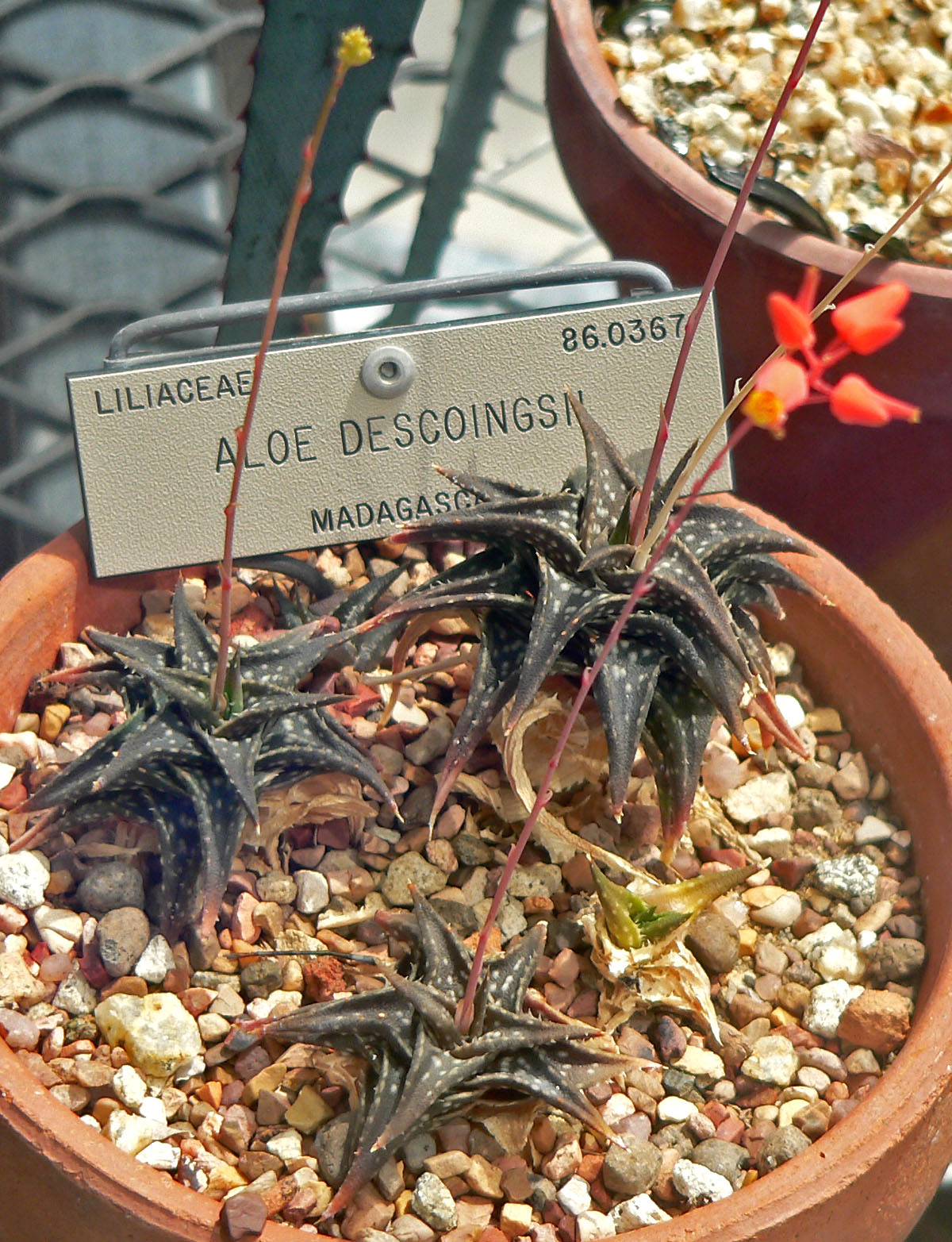
Aloe descoingsil (Алое Десонсі)
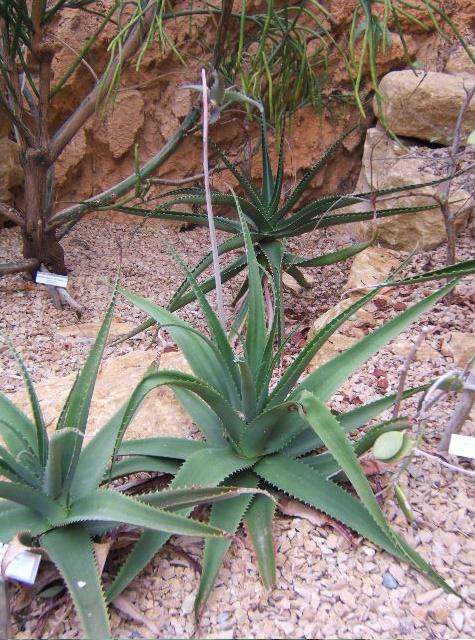
Aloe helenae (Алое Олени)
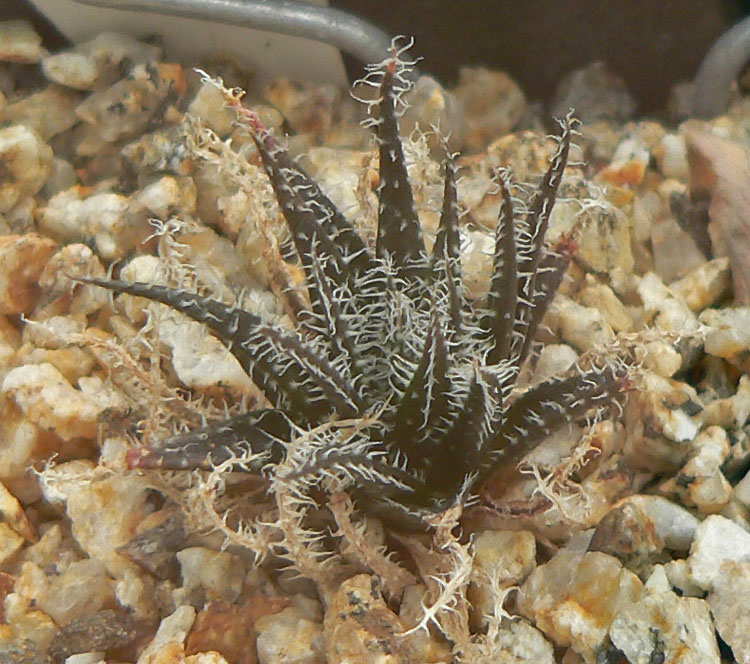
Aloe haworthioides (Алое хавортцеподібне)
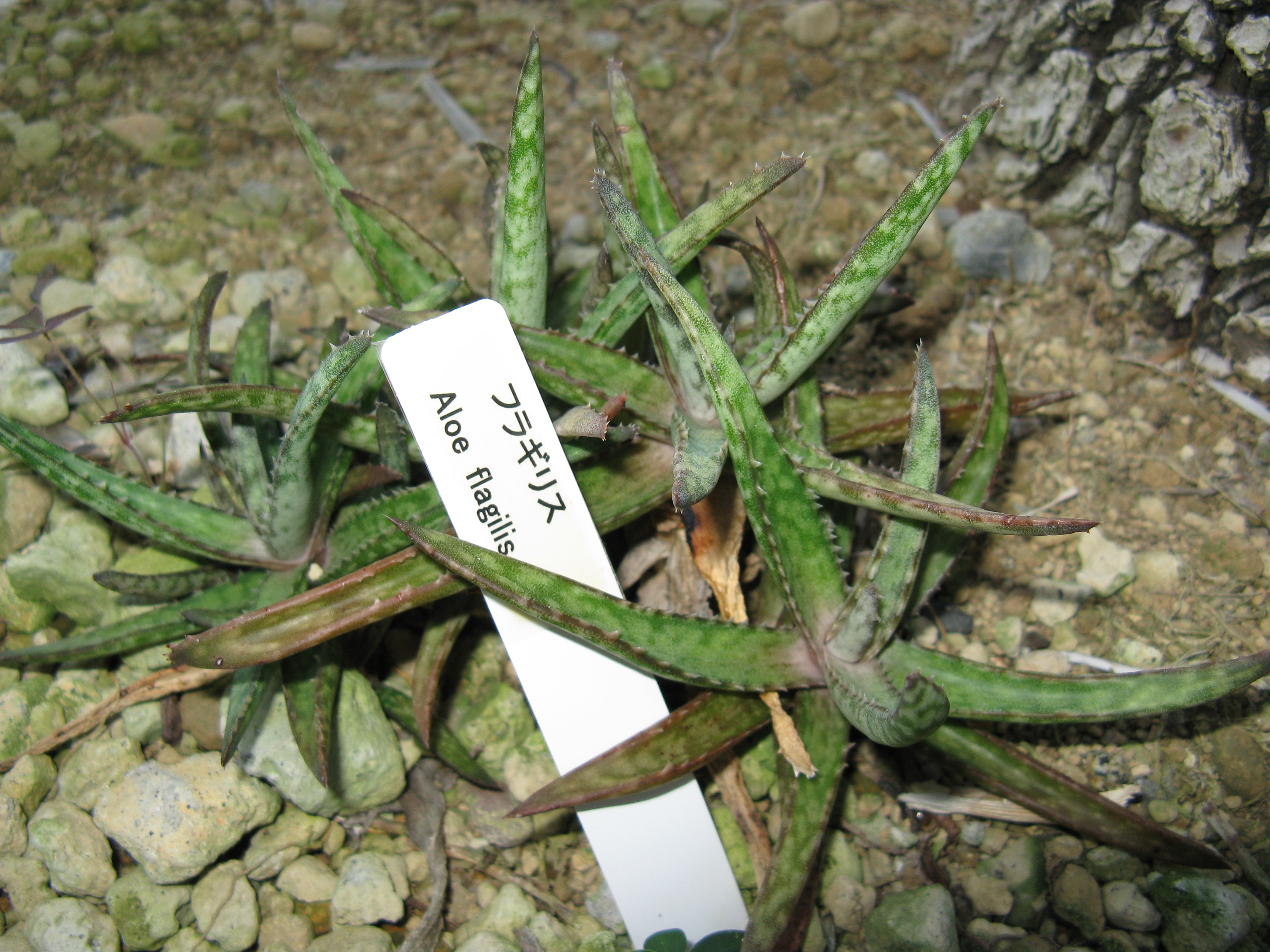
Aloe fragilis (Алое крихке)
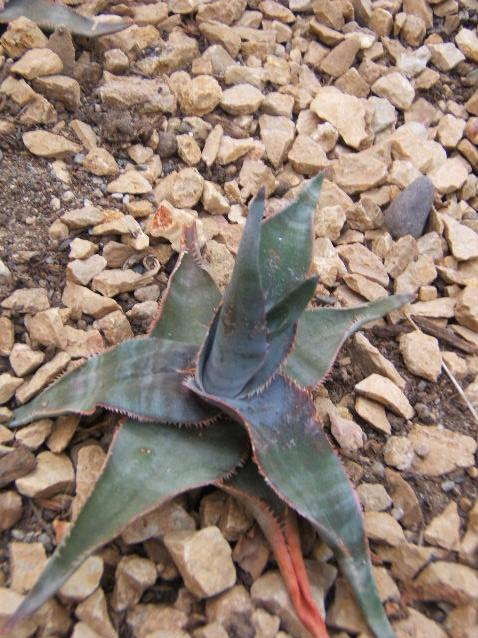
Aloe laeta (Алое яскраве)
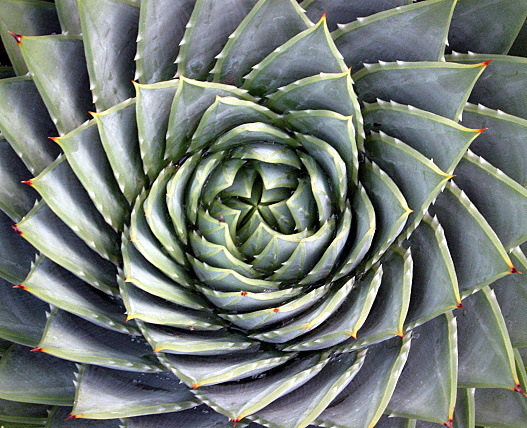
Aloe polyphylla (Алое багатолисте)
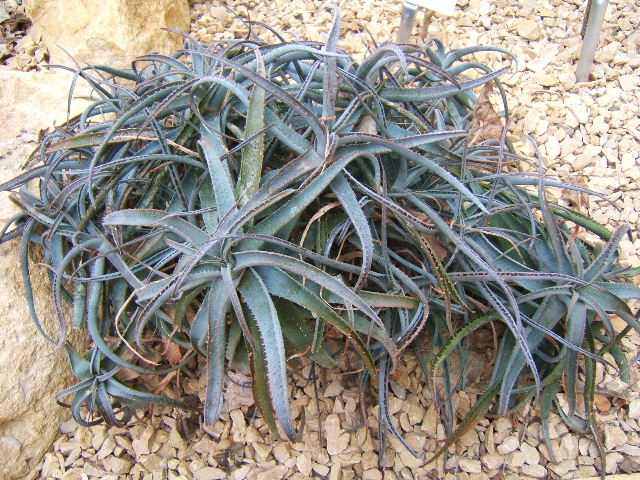
Aloe parvula (Алое крихітне)
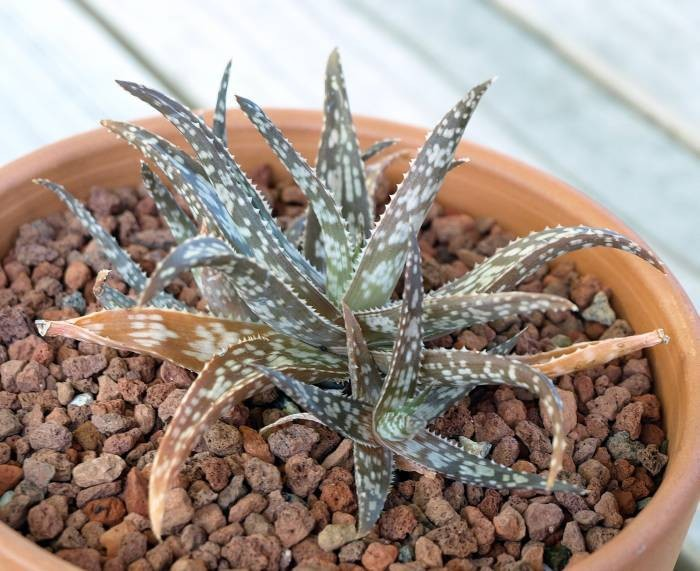
Aloe rauhii (Алое Рауха)
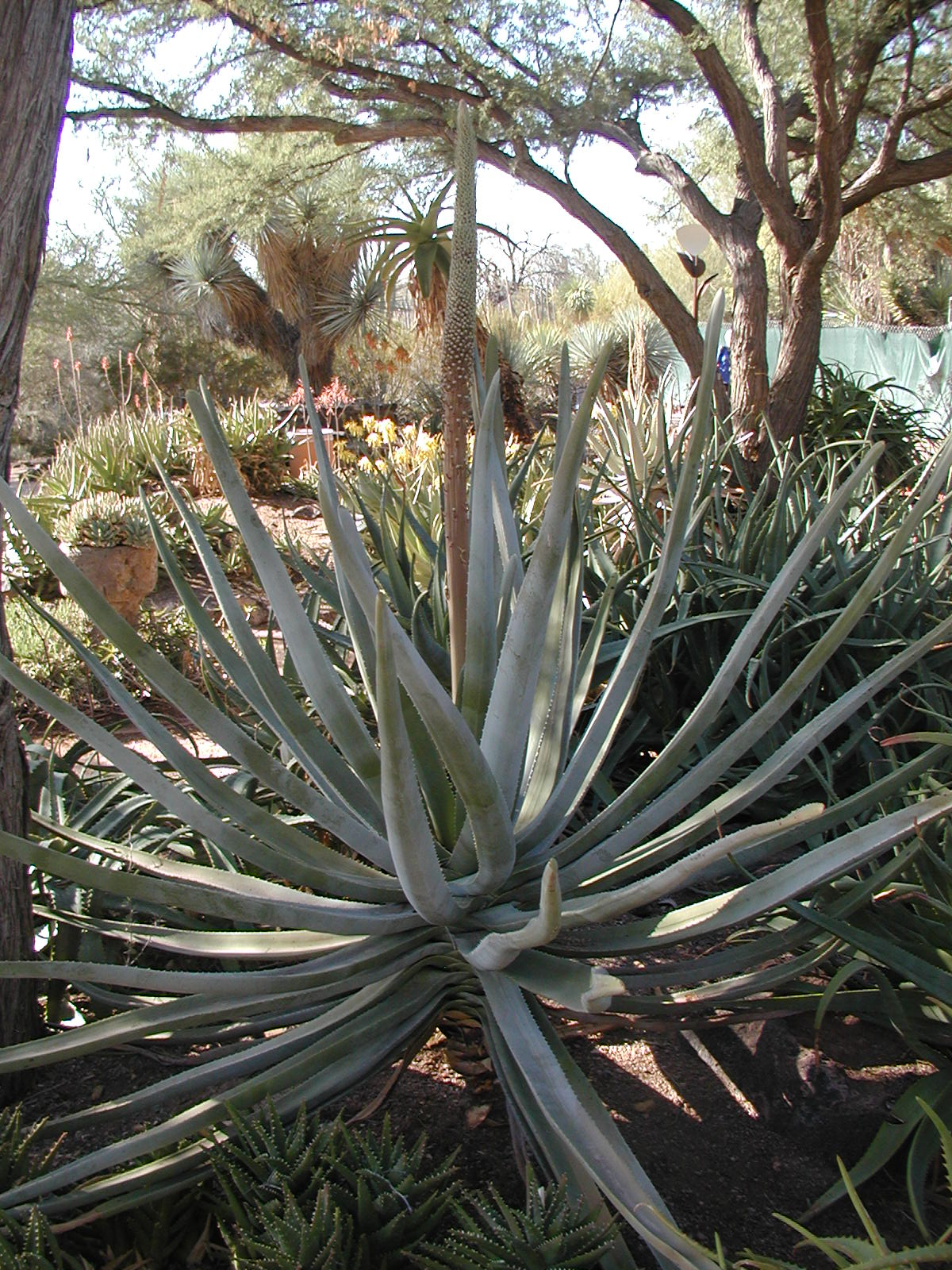
Aloe suzannae (Алое Сюзани)
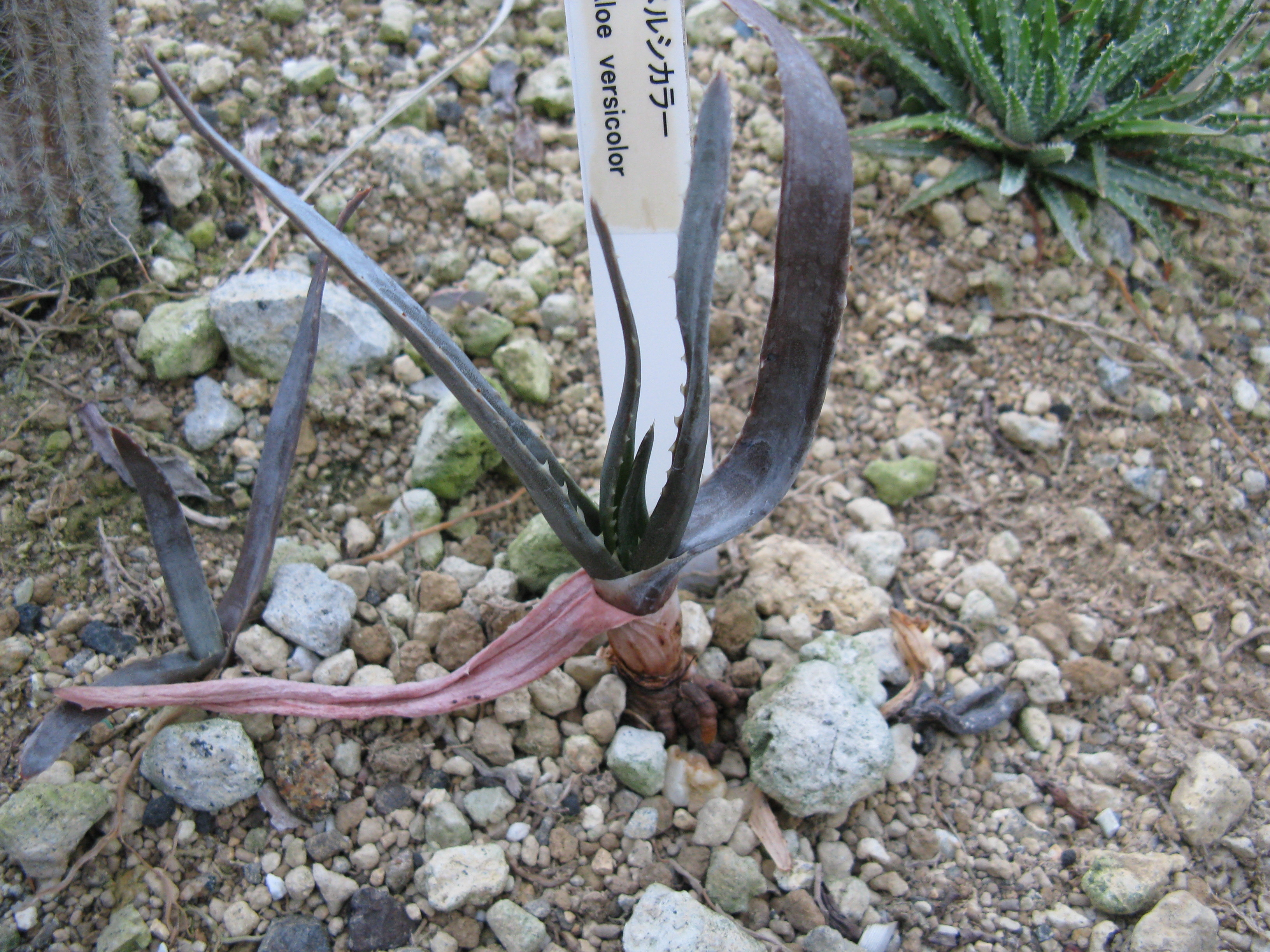
Aloe versicolor (Алое різноквіткове)

43 види Алое входять до Червоного Списку Міжнародного Союзу Охорони Природи.

## Історія
Лікувальні властивості алое були відомі ще в Стародавньому Єгипті та Китаї. Перше письмове свідоцтво про лікарські властивості алое було виявлено в «Ebers Papyrus» — давньоєгипетському документі, котрий датується 1500 р. до н. е. алое справжньому, як втім пізніше й іншим видам, приписувалися магічні властивості. Звичай народів Близького Сходу вішати гілки алое над входом у будинок нібито сприяє довгому життю і процвітанню мешканців будинку. Це, очевидно, пов'язано з тим, що алое без води та ґрунту може жити протягом декількох років. Цей звичай був відомий у древніх Ассирії та Вавилонії ще 2000 років тому. У Єгипті він зберігся досі.

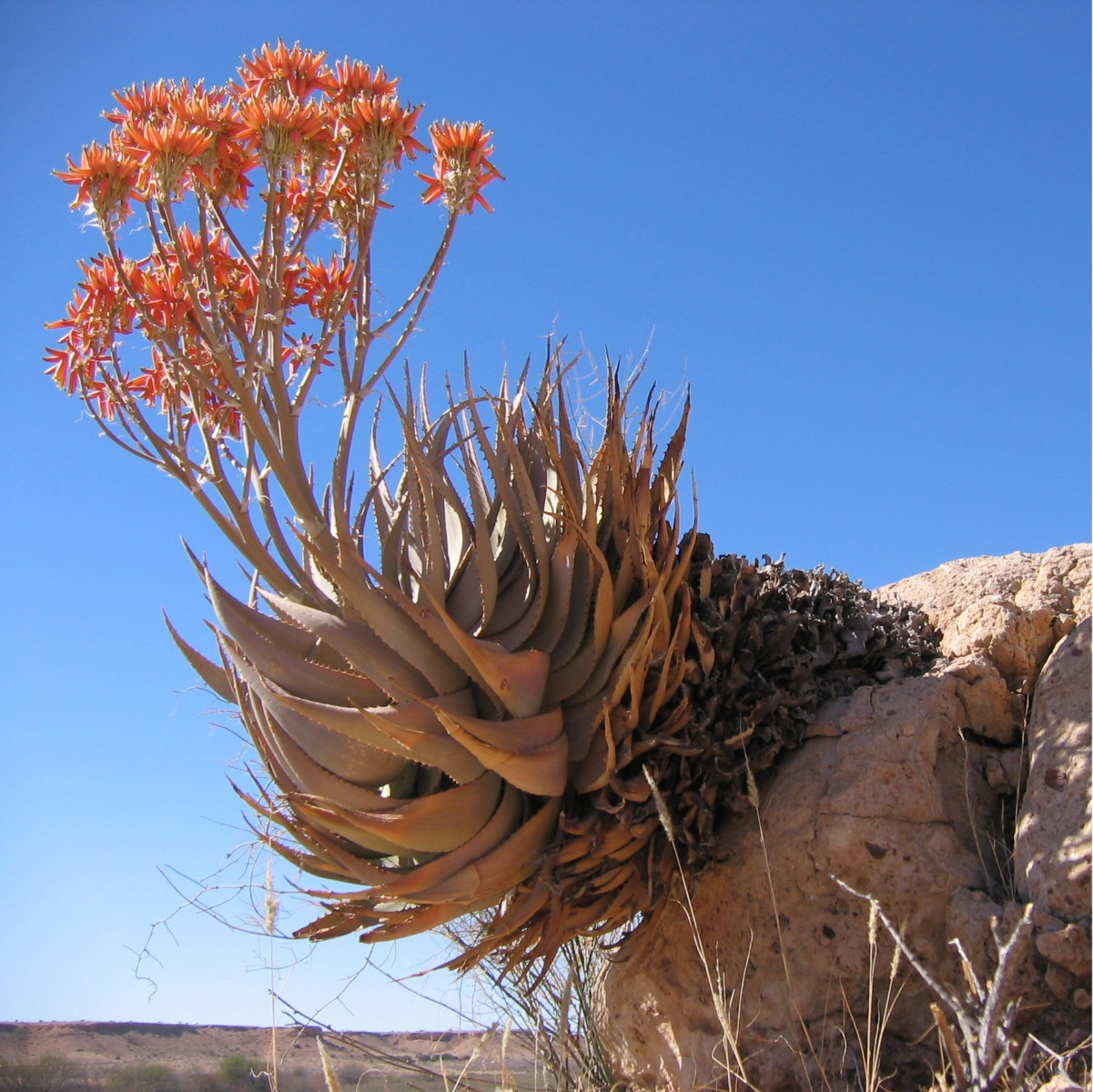
Aloe hereroensis

## Застосування
З соку листків алое добувають препарат сабур, або алое, який вживається як проносне та жовчогінне. Препарати алое мають протизапальну та знеболювальну властивості. В народній медицині сік листків алое деревоподібного (Aloe arborescens), що вирощують у кімнатах під назвою столітника, використовують для лікування опіків, гнійних ран, при туберкульозі легень і шкіри. Лікарський препарат, який часто називають «гірке алое» — сильний проносний засіб. Український вчений В. П. Філатов отримав з листків цієї рослини, після витримування їх у темряві, при зниженій температурі, препарат, який містить біогенні стимулятори. Він підвищує активність організму.
Вживається при різних, зокрема очних, захворюваннях (блефариті, кон'юнктивіті, кератиті). Вводиться підшкірно.

## Розведення

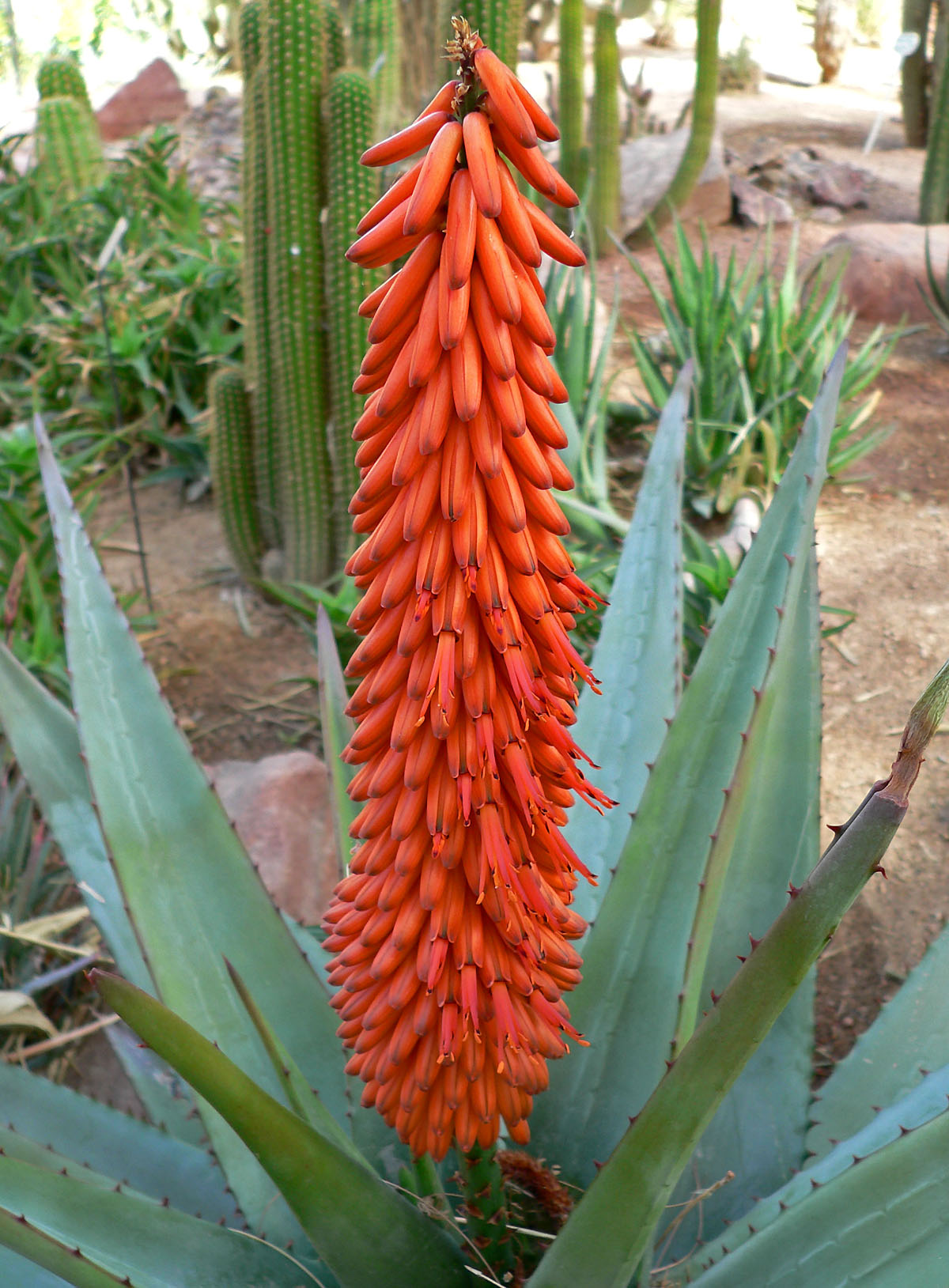
Aloe ferox

Лікарські властивості, екзотичний вигляд та невибагливість у догляді зробили алое надзвичайно популярним в кімнатному квітникарстві. А ще у алое прекрасні квіти. Щоправда, в кімнатних умовах алое зацвітає досить рідко (тому його і називають «столітником» — «цвіте раз на сто років») і в солідному віці (15-20 років). Головна умова при культивуванні, як і для всіх сукулентів — не залити рослину, особливо восени та взимку. Ґрунт — суміш глинисто-дернової і листової землі (3:2) з додаванням невеликої кількості піску, дрібних черепків, торфу. Всі види алое потребують гарного дренажу. Взимку рослини утримують при +10 … +12 ° С, влітку захищають від спекотних променів сонця (на південному вікні), інакше листя червоніють і зморщуються. Улітку полив рясний, взимку — помірний. Підживлюють весною та влітку в період зростання комплексним
добривом для кактусів. Пересаджують щорічно, або через рік по мірі зростання. Розмножують алое насінням, живцями, бічними пагонами.

## Міжродові гібриди
Утворює міжродові гібриди шляхом схрещування з ґастерією (Ґастролея).

## Алое в мистецтві
У вересні 2010 року в Хмельницькому був створений поп-рок-гурт під назвою «Грань Алое»

## Світлини

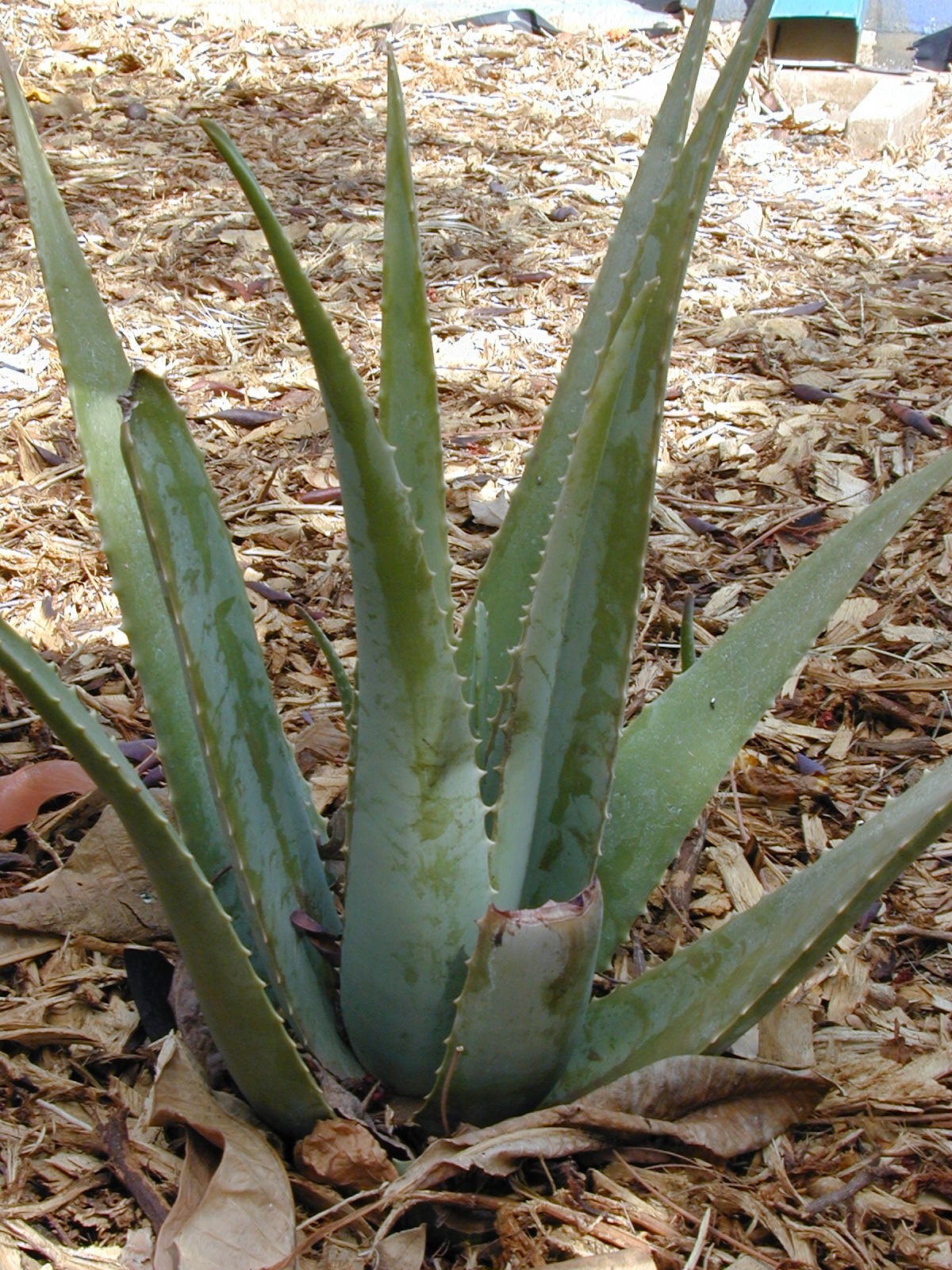
Aloe vera
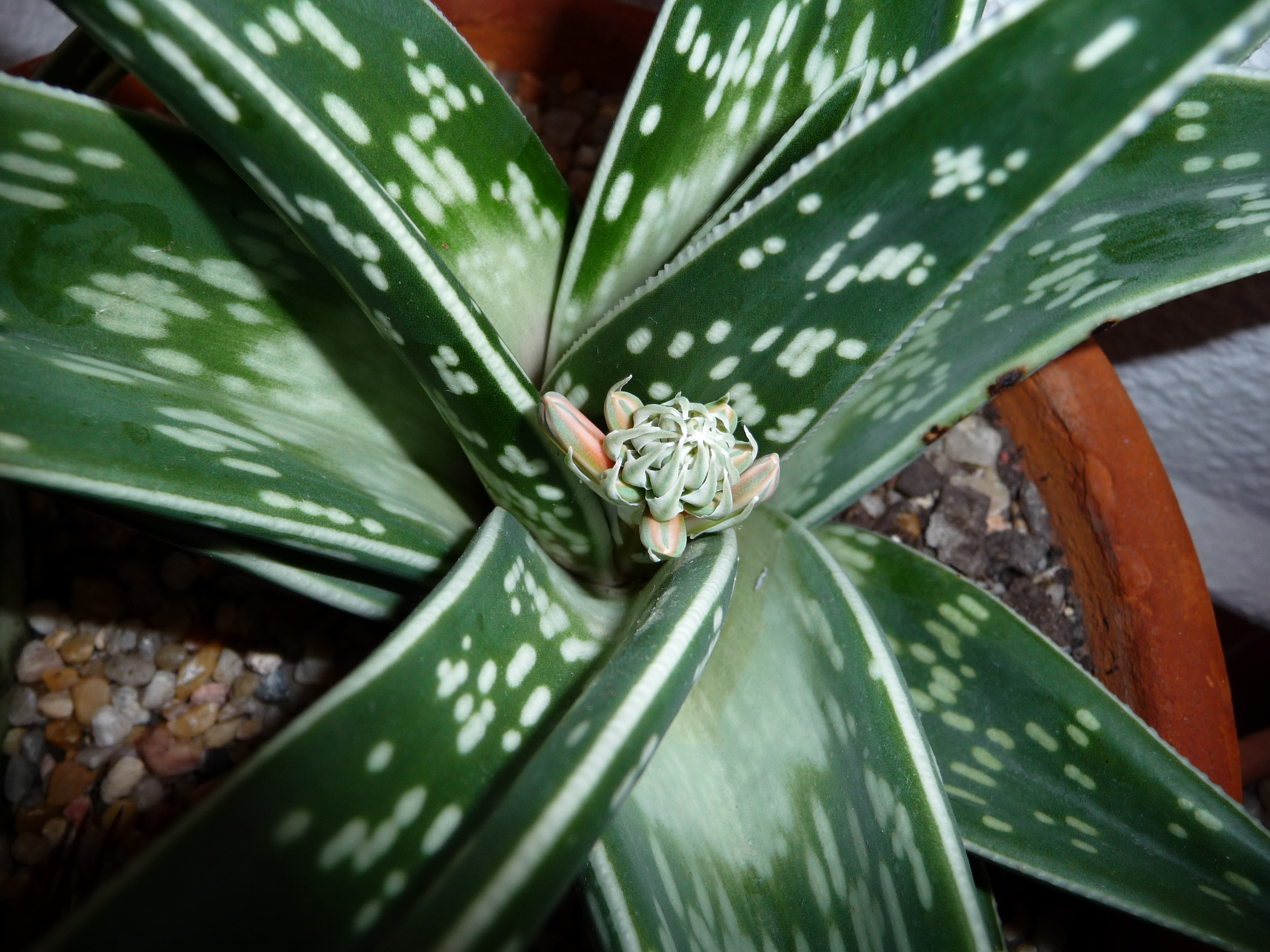
Aloe variegata
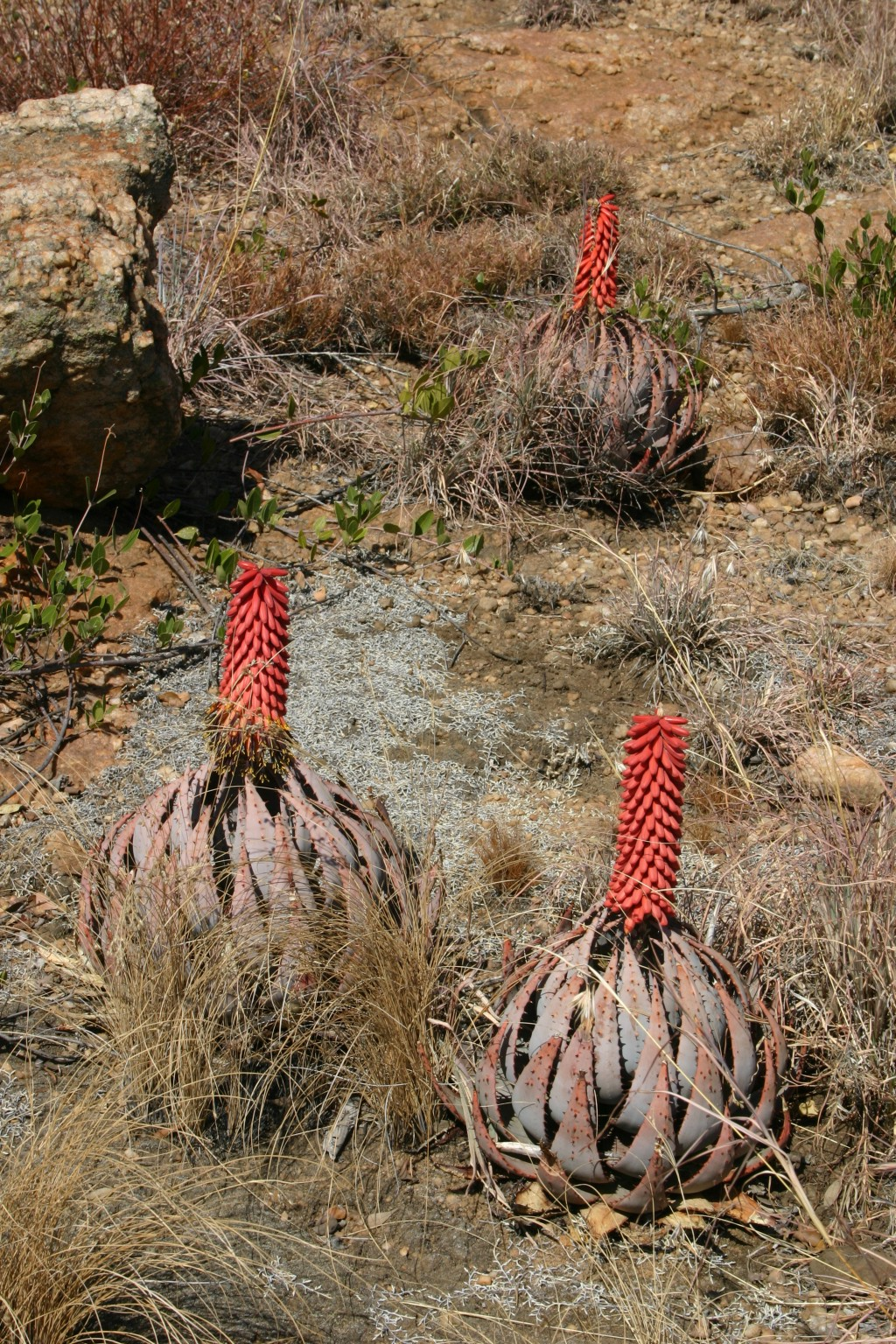
Aloe peglerae
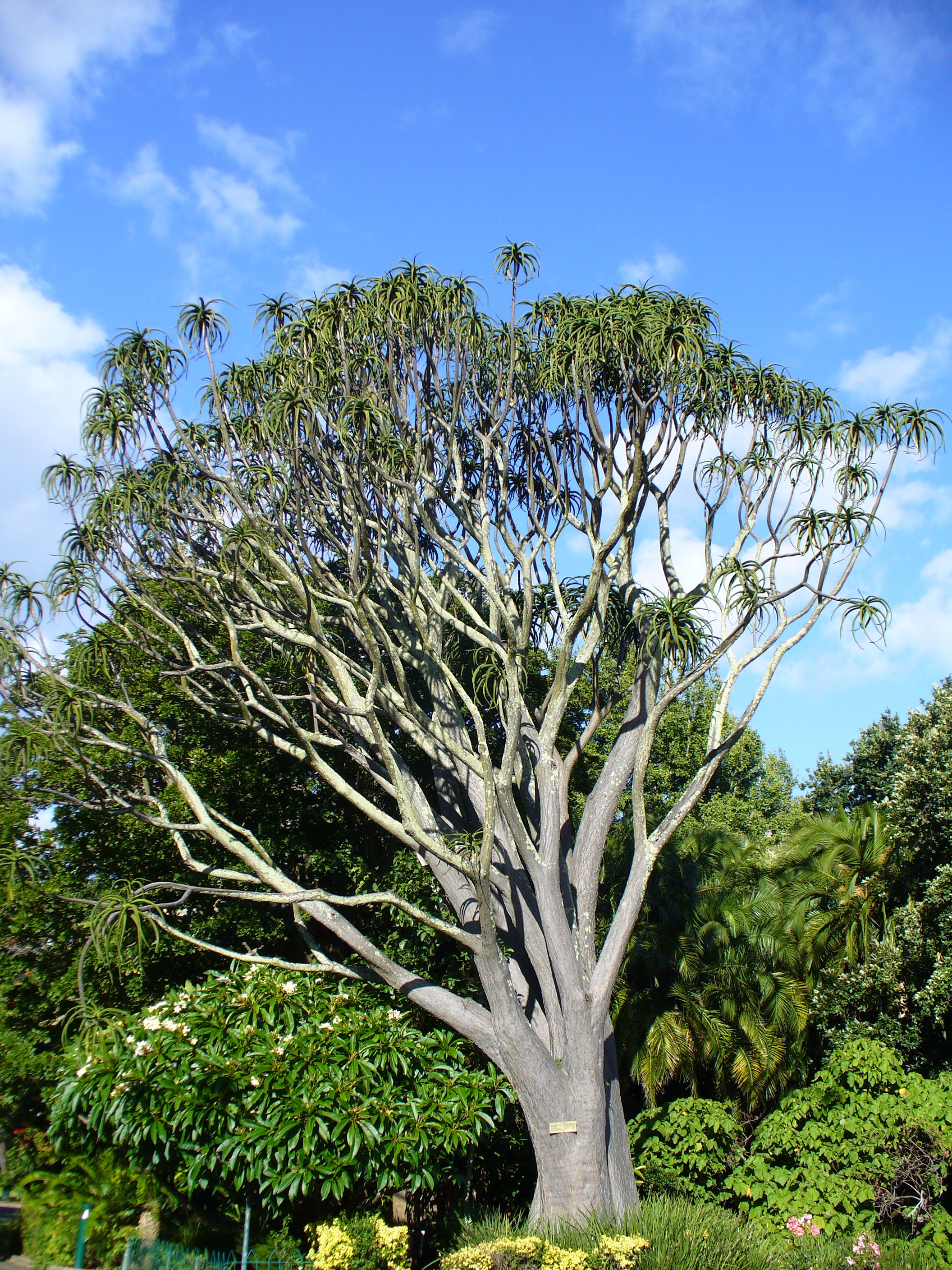
Aloe barberae
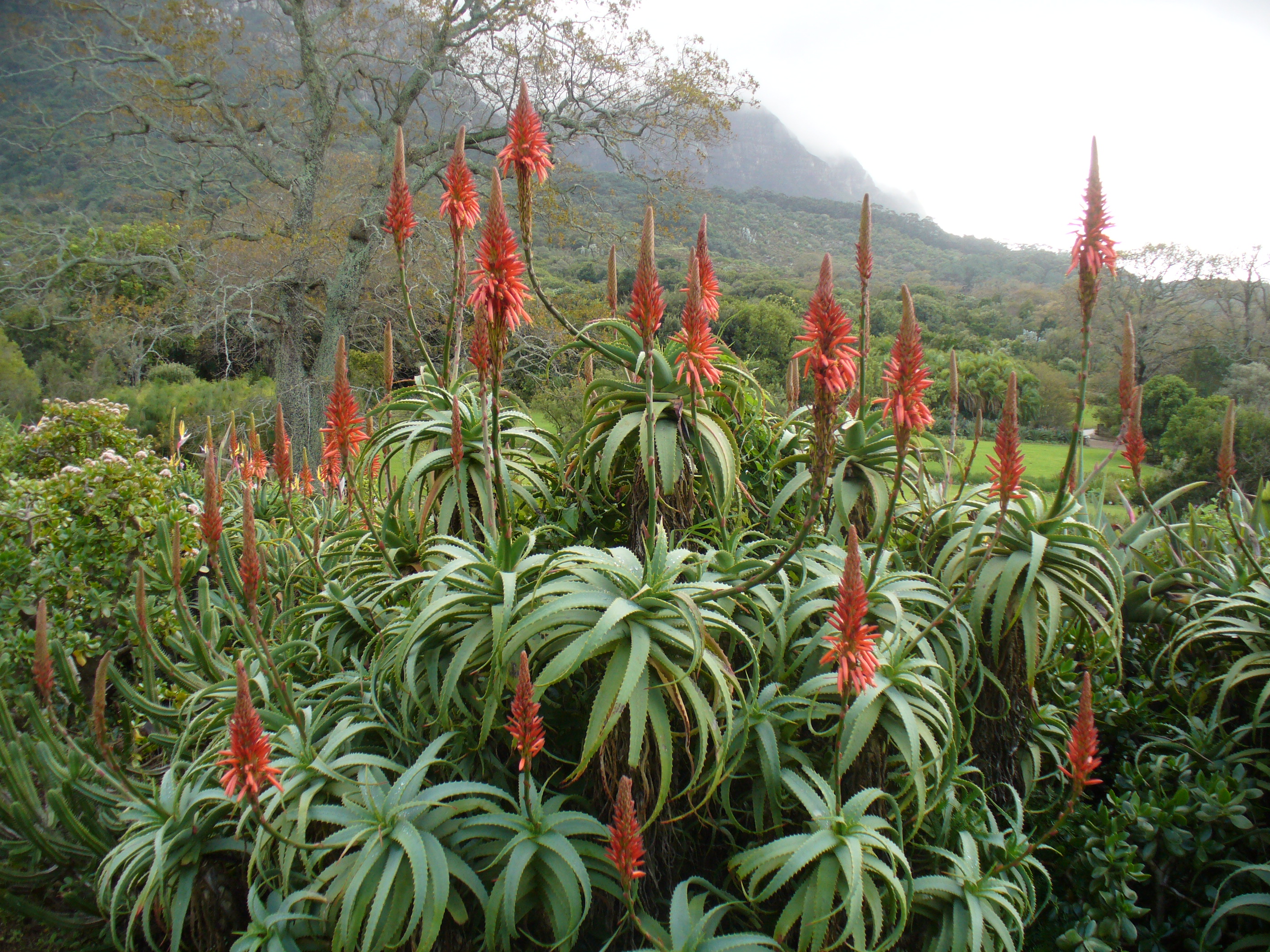
Aloe arborescens
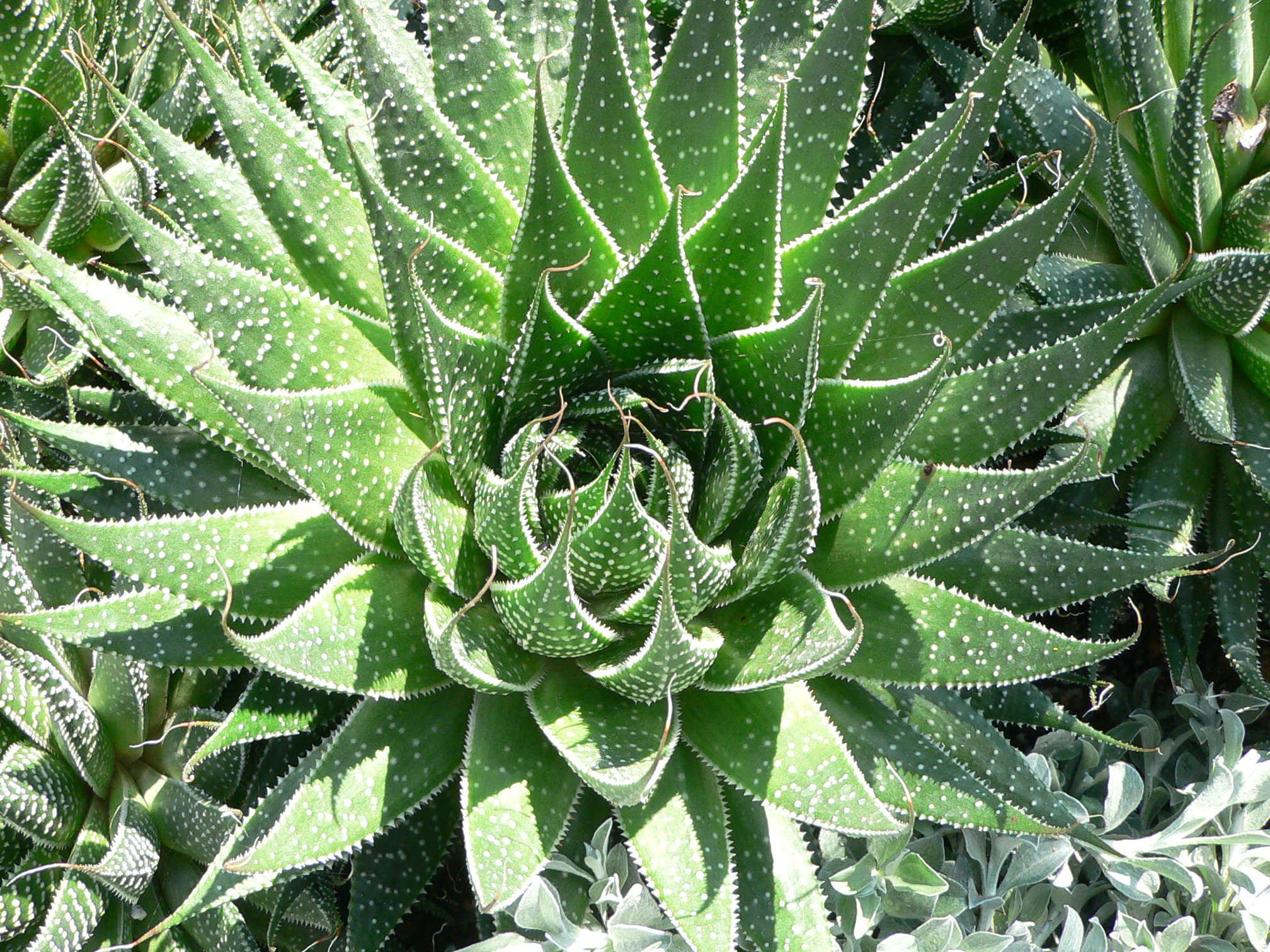
Aloe aristata
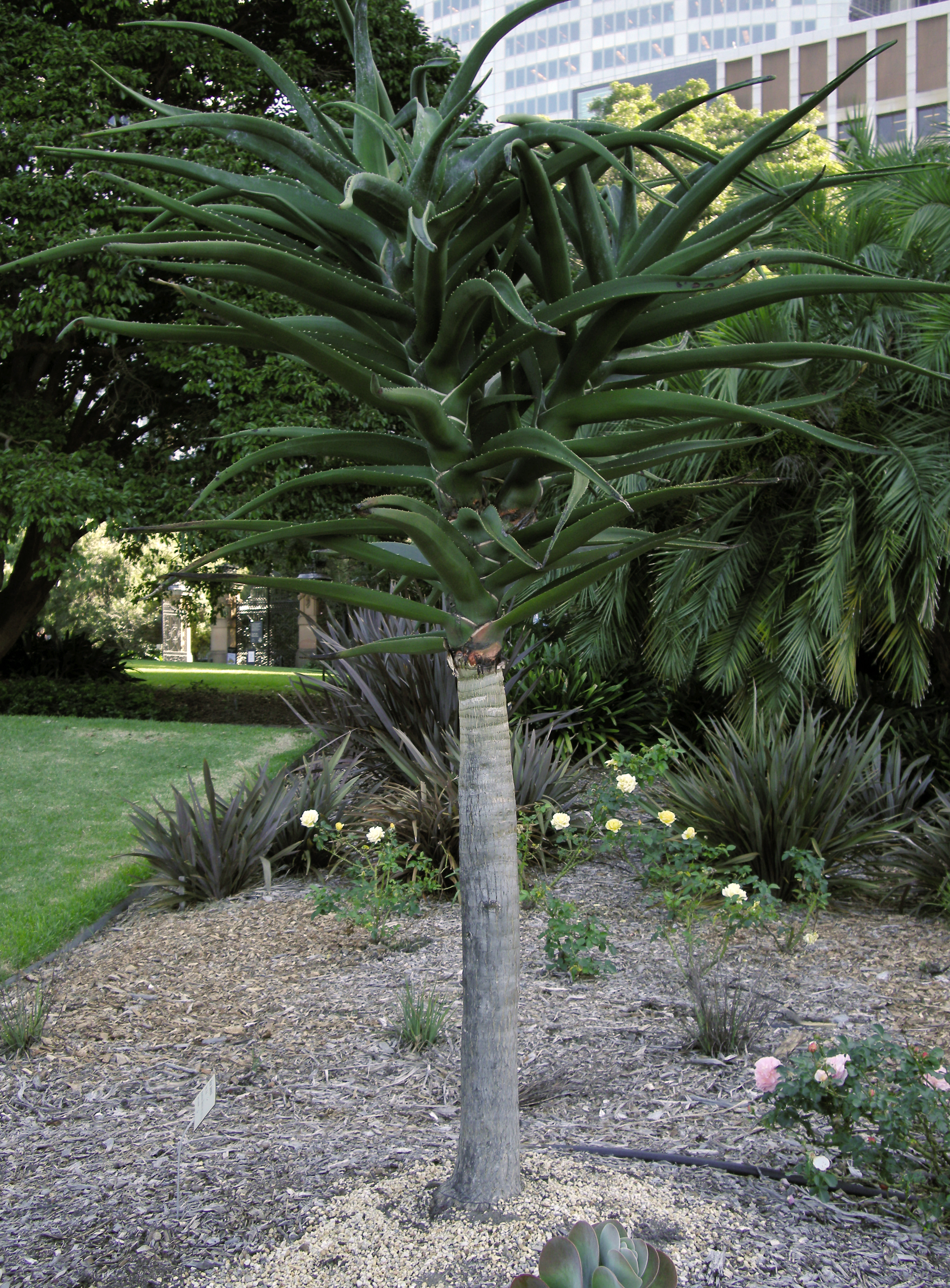
Aloe bainesii
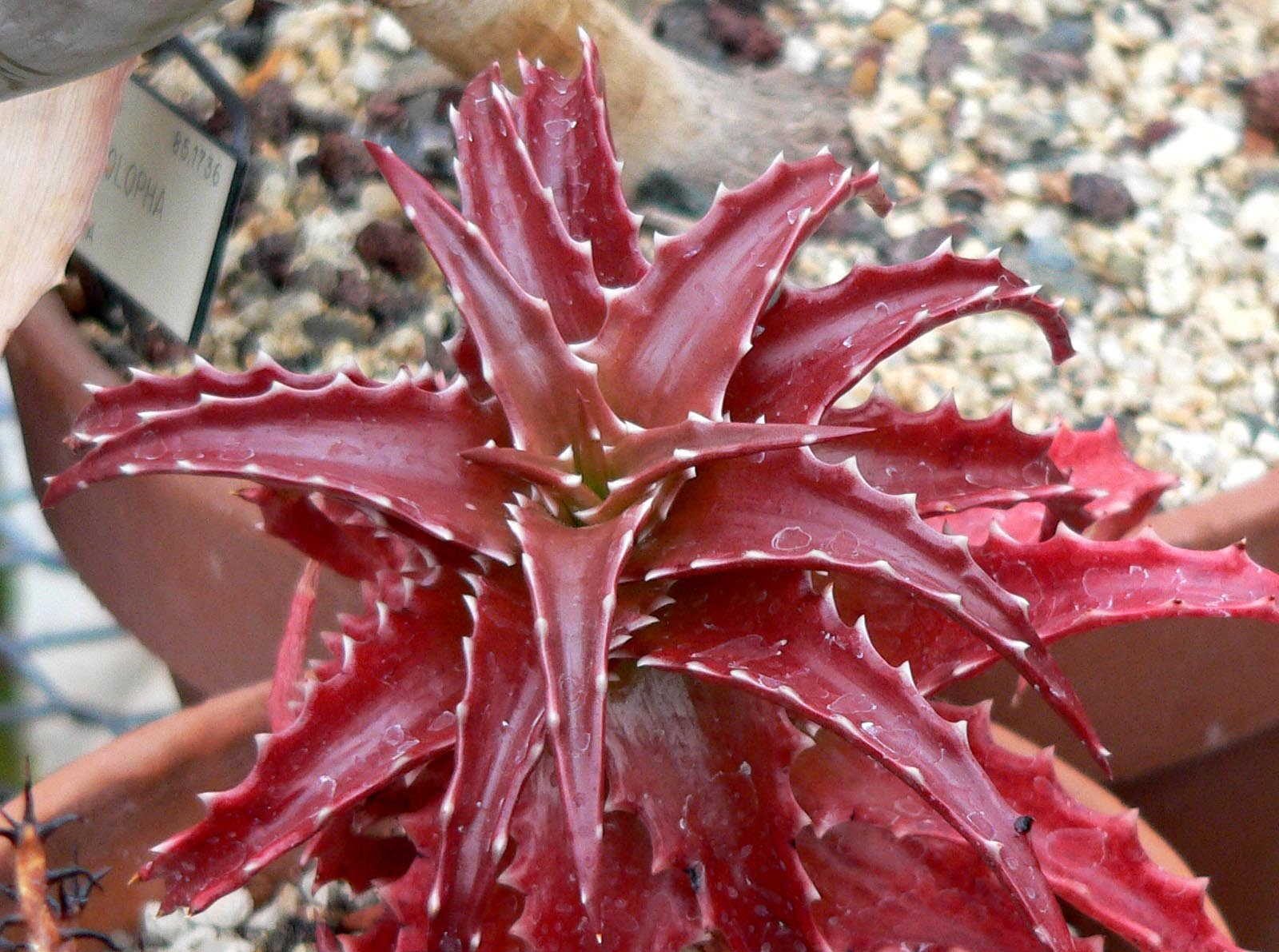
Aloe dorotheae